# Echis omanensis
Echis omanensis este o specie de șerpi din genul Echis, familia Viperidae, descrisă de Babocsay în anul 2004. A fost clasificată de IUCN ca specie cu risc scăzut. Conform Catalogue of Life specia Echis omanensis nu are subspecii cunoscute.